# NBA 1972/73
NBA 1972/73 was het 27e seizoen van de NBA. Het begon op 10 oktober 1972 en eindigde op 10 mei 1973, toen New York Knicks de vijfde wedstrijd van de NBA Finale met 102-93 won en daarmee op 4-1 kwam in de serie tegen verliezend finalist LA Lakers. Dave Cowens van Boston Celtics werd verkozen tot NBA Most Valuable Player en Willis Reed van New York Knicks (voor de tweede keer) tot NBA Finals Most Valuable Player.
New York Knicks en LA Lakers stonden in 1972/73 voor het tweede seizoen op rij tegenover elkaar in de finale en voor de derde keer in vier seizoenen tijd. Voor de Lakers was het bovendien de negende NBA-finale in twaalf jaar (en de laatste tot 1979/80). De laatste wedstrijd van de finaleserie was ook de laatste in de carrière van Wilt Chamberlain. NBA 1972/73 was ook het laatste seizoen in de carrière van onder anderen Satch Sanders. Philadelphia 76ers won dit jaar 9 wedstrijden in de reguliere competitie en verloor er 73, een nooit meer verbroken (negatief) record in de geschiedenis van de NBA.

## Eindstand regulier seizoen
| Eastern Conference  | W  | V  |
| ------------------- | -- | -- |
| Boston Celtics*     | 68 | 14 |
| New York Knicks*    | 57 | 25 |
| Baltimore Bullets   | 52 | 30 |
| Atlanta Hawks       | 46 | 36 |
| Houston Rockets     | 33 | 49 |
| Cleveland Cavaliers | 32 | 50 |
| Buffalo Braves      | 21 | 61 |
| Philadelphia 76ers  | 9  | 73 |

| Western Conference      | W  | V  |
| ----------------------- | -- | -- |
| Milwaukee Bucks*        | 60 | 22 |
| LA Lakers*              | 60 | 22 |
| Chicago Bulls           | 51 | 31 |
| Golden State Warriors   | 47 | 35 |
| Detroit Pistons         | 40 | 42 |
| Phoenix Suns            | 38 | 44 |
| Kansas City-Omaha Kings | 36 | 46 |
| Seattle SuperSonics     | 26 | 56 |
| Portland Trail Blazers  | 21 | 61 |

*Winnaars van de vier divisies

## Playoffs
|  | Conference Halve Finale | Conference Halve Finale |                       |   | Conference Finale | Conference Finale |  |  | NBA Finale | NBA Finale |
|  |                         |                         |                       |   |                   |                   |  |  |            |            |
|  |                         |                         |                       |   |                   |                   |  |  |            |            |
|  |                         |                         |                       |   |                   |                   |  |  |            |            |
|  |                         |                         |                       |   |                   |                   |  |  |            |            |
|  | Boston Celtics          | 4                       |                       |   |                   |                   |  |  |            |            |
|  | Boston Celtics          | 4                       |                       |   |                   |                   |  |  |            |            |
|  | Atlanta Hawks           | 2                       |                       |   |                   |                   |  |  |            |            |
|  | Atlanta Hawks           | 2                       | Boston Celtics        | 3 |                   |                   |  |  |            |            |
|  |                         |                         | Boston Celtics        | 3 |                   |                   |  |  |            |            |
|  |                         | New York Knicks         | 4                     |   |                   |                   |  |  |            |            |
|  | Baltimore Bullets       | New York Knicks         | 4                     | 1 |                   |                   |  |  |            |            |
|  | Baltimore Bullets       |                         |                       | 1 |                   |                   |  |  |            |            |
|  | New York Knicks         | 4                       |                       |   |                   |                   |  |  |            |            |
|  | New York Knicks         | 4                       | New York Knicks       | 4 |                   |                   |  |  |            |            |
|  |                         |                         | New York Knicks       | 4 |                   |                   |  |  |            |            |
|  |                         | LA Lakers               | 1                     |   |                   |                   |  |  |            |            |
|  | Milwaukee Bucks         | LA Lakers               | 1                     | 2 |                   |                   |  |  |            |            |
|  | Milwaukee Bucks         |                         |                       | 2 |                   |                   |  |  |            |            |
|  | Golden State Warriors   | 4                       |                       |   |                   |                   |  |  |            |            |
|  | Golden State Warriors   | 4                       | Golden State Warriors | 1 |                   |                   |  |  |            |            |
|  |                         |                         | Golden State Warriors | 1 |                   |                   |  |  |            |            |
|  |                         | LA Lakers               | 4                     |   |                   |                   |  |  |            |            |
|  | Chicago Bulls           | LA Lakers               | 4                     | 3 |                   |                   |  |  |            |            |
|  | Chicago Bulls           |                         |                       | 3 |                   |                   |  |  |            |            |
|  | LA Lakers               | 4                       |                       |   |                   |                   |  |  |            |            |
|  | LA Lakers               | 4                       |                       |   |                   |                   |  |  |            |            |

## Beste gemiddeldes
- Meeste punten per wedstrijd: Nate Archibald (Kansas City-Omaha Kings))
- Meeste rebounds per wedstrijd: Wilt Chamberlain (LA Lakers)
- Meeste assists per wedstrijd: Nate Archibald (Kansas City-Omaha Kings)
- Hoogste percentage veldscores: Wilt Chamberlain (LA Lakers)
- Hoogste percentage vrije worpen: Rick Barry (Golden State Warriors)

1950 · 1951 · 1952 · 1953 · 1954 · 1955 · 1956 · 1957 · 1958 · 1959 · 
1960 · 1961 · 1962 · 1963 · 1964 · 1965 · 1966 · 1967 · 1968 · 1969 · 
1970 · 1971 · 1972 · 1973 · 1974 · 1975 · 1976 · 1977 · 1978 · 1979 · 
1980 · 1981 · 1982 · 1983 · 1984 · 1985 · 1986 · 1987 · 1988 · 1989 · 
1990 · 1991 · 1992 · 1993 · 1994 · 1995 · 1996 · 1997 · 1998 · 1999 · 
2000 · 2001 · 2002 · 2003 · 2004 · 2005 · 2006 · 2007 · 2008 · 2009 · 
2010 · 2011 · 2012 · 2013 · 2014 · 2015 · 2016 · 2017 · 2018 · 2019 · 
2020 · 2021 · 2022 · 2023 · 2024